# Harald Olsson

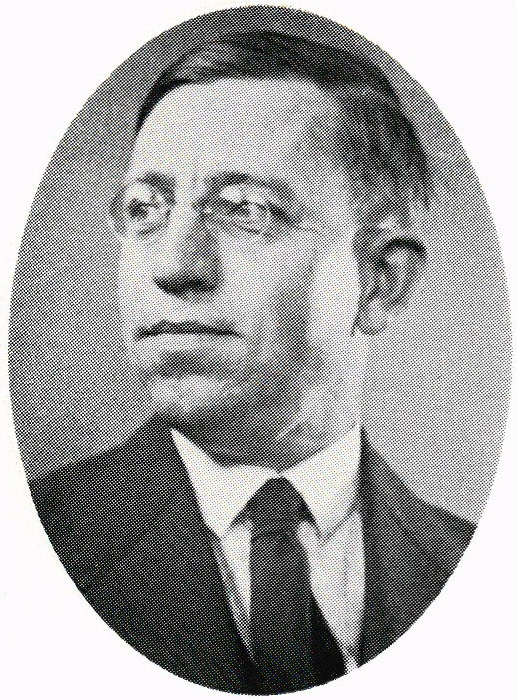
Harald Olsson

Axel Harald Olsson, född 1 april 1892 i Pennsylvania, död 1951 i Göteborg, var en svensk arkitekt.
Han studerade vid Chalmers tekniska institut till 1914 och Kungliga tekniska högskolan till 1918. Han var anställd hos Rudolf Lange 1917-1927 och etablerade därefter egen praktik. Han utförde ritningar till ombyggnad av Uddevalla lasarett 1927-1931, Lysekils sjuktuga, Toltorpsskolan i Mölndal, folkskola i Årgäng, tbc-sjukstugor i Bohuslän, BB i Uddevalla, tillbyggnad av lasarett i Mölndal, byggnader vid sinnesslöansalten i Stretered, turisthotell och hyreshus.